# Danuta Straszyńska
Danuta Straszyńska, po mężu Kossek (ur. 4 lutego 1942 w Ostrowcu Świętokrzyskim) – polska lekkoatletka – płotkarka i sprinterka.

## Życiorys
Jej mąż Zbigniew Kossek był dziennikarzem sportowym.
Zawodniczka AZS Kraków i Legii Warszawa. Absolwentka Uniwersytetu Jagiellońskiego (1968), magister fizyki. W 1980 obroniła w Akademii Wychowania Fizycznego w Poznaniu rozprawę doktorską nt. Analiza kinematyki biegu kobiet na dystansie 100 metrów (promotor – prof. dr hab. Zdobysław Stawczyk).
Olimpijka z Meksyku (1968) i Monachium (1972). Szósta zawodniczka igrzysk w Meksyku w biegu na 80 metrów przez płotki, z wynikiem 10,5 (10,66). Taką samą pozycję zajęła w biegu na 100 metrów przez płotki podczas igrzysk olimpijskich w Monachium (13.18).
Złota medalistka mistrzostw Europy w Budapeszcie (1966) w sztafecie 4 × 100 metrów (44,4). Partnerkami D. Straszyńskiej w sztafecie były: Elżbieta Bednarek, Irena Kirszenstein i Ewa Kłobukowska. Podczas tych samych zawodów Danuta Straszyńska była siódma w biegu na 80 metrów przez płotki (10,9). Pięć lat później, podczas mistrzostw Europy w Helsinkach zajęła w biegu na 100 metrów przez płptki czwarte miejsce (13,34).
Danuta Straszyńska była rekordzistką Polski w biegu na 80 metrów przez płotki (10,5 w 1968) oraz 3-krotną mistrzynią Polski w biegu na 100 metrów przez płotki i 200 metrów przez płotki (1971-1972). W rankingu światowym biegu płotkarskiego pisma Track & Field News zajęła w 1966 8. miejsce, w 1968 - 7. miejsce, w 1971 - 3. miejsce, w 1972 - 5. miejsce.
Rekordy życiowe: 
- bieg na 100 metrów - 11.3 (1972),
- bieg na 200 metrów - 23.8 (1972),
- bieg na 80 metrów przez płotki - 10.5 (1968),
- bieg na 100 metrów przez płotki - 12.91 (1972).

W marcu 2013 na Uniwersytecie Jagiellońskim w Krakowie otrzymała Medal „Kalos Kagathos".